# Нова хирівська синагога
Нова хирівська синагога заснована в XIX столітті. Синагога була зруйнована німцями після захоплення міста під час Другої світової війни. В даний час тут розташовано магазин.

## Przypisy
1. ↑  zobacz stronę Żydowskiego Instytutu Historycznego poświęconą Chyrowowi http://www.jewishinstitute.org.pl/pl/gminy/miasto/833.html [Архівовано 2012-08-04 у Archive.is]